# Курганский кабельный завод
«Курганский кабельный завод» (ККЗ) — российский разработчик и производитель кабелей. Входит в состав группы компаний «Борец».

## История
Основан в 2004 году на производственных площадях обанкротившегося строительного комбината «КПД-97» в Кургане с целью организации на территории России современного с полным циклом изготовления термостойких нефтепогружных кабелей с рабочей температурой до 230 °C. В настоящее время завод — единственный производитель высокотемпературного кабеля в России. На заводе установлено современное оборудование из Германии, США, России. Персонал завода в количестве 200 человек поддерживает круглосуточный выпуск продукции. Годовой объём производства составляет 5,3 тыс. км. кабеля.
Основные потребители предприятия:
- ОАО «Лукойл» — Западная Сибирь
  - ТПП «Когалымнефтегаз»
  - ТПП «Лангепаснефтегаз»
- ОАО «Лукойл» — Коми
- ООО «Юганскнефтегаз»
- ООО «РН—Пурпенефтегаз»
- ООО «Томскнефть—Сервис»
- ОАО «ТНК—ВР Холдинг»

## Продукция
Теплостойкие кабели, предназначенные для подачи электрической энергии к погружным электродвигателям установок добычи нефти и перекачки жидкости. В отличие от других российских предприятий здесь изготавливают кабель из жилы не в полиэтиленовой или полимерной, а в свинцовой оболочке.
В 2007 году открыт участок производства кабельных удлинителей.

## Адрес
- 640014, Россия, Курганская обл., г. Курган, ул. Промышленная д. 19